# Tekla Róża Radziwiłłówna
Tekla Róża z Radziwiłłów, I voto Flemmingowa, II voto Wiśniowiecka, III voto Sapieżyna (ur. 5 września 1703 w Białej Podlaskiej, zm. 25 listopada 1747 w Gdańsku) – polska i litewska księżna, córka Karola Stanisława Radziwiłła, kanclerza wielkiego litewskiego, i Anny z Sanguszków, siostra m.in. Katarzyny Barbary Radziwiłłówny i Michała Kazimierza Radziwiłła „Rybeńki”.

## Dzieciństwo
Radziwiłłowie w XVIII wieku byli jedną z najpotężniejszych rodzin magnackich, aspirowali do tronu Rzeczypospolitej, Tekla otrzymała więc staranne wykształcenie, biegle posługiwała się francuskim, interesowała się sprawami politycznymi (podobnie jak jej liczne rodzeństwo). 
Ojciec Tekli, Karol Stanisław Radziwiłł zmarł w 1719 roku, dlatego jedyną osobą decydującą o przyszłości córki stała się matka, Anna Katarzyna Radziwiłłowa, która znana była z silnego charakteru i ambicji. Matka powierzyła Tekli pieczę nad archiwami i uczyniła ją swoim sekretarzem, ponieważ Tekla wyróżniała się spośród rodzeństwa odpowiednimi zdolnościami.

## Pierwsze małżeństwo
Pierwsze małżeństwo Tekli było wynikiem przemyślanej decyzji politycznej. Anna Katarzyna Radziwiłłowa liczyła na rozszerzenie politycznych sojuszy rodziny. Tym sposobem 9 stycznia 1725 roku w Białej Tekla poślubiła 58-letniego Jakuba Heinricha Flemminga, saskiego ministra. Flemming liczył na potomstwo (z poprzednią żoną Franciszką Konstancją z Sapiehów Flemmingową miał kilkoro wcześnie zmarłych dzieci), a Tekla otrzymywała spore zabezpieczenie finansowe (dzień przed ślubem podpisano intercyzę, w której Flemming zapisał swojej przyszłej małżonce 500 000 złotych dożywotnio na dobrach Puschkau w Saksonii). Mimo że było to małżeństwo z rozsądku, od początku układało się bardzo dobrze. Flemming dbał o młodą żonę, utrzymywał przyjazne kontakty z jej rodziną. Po ślubie para wyjechała do Warszawy, by w 1727 roku udać się do Drezna. 
Drezno w XVIII wieku było ważnym ośrodkiem życia kulturalnego i politycznego, to tam król spędzał większość swojego czasu. Tekla dzięki swojemu usposobieniu, naturalnym predyspozycjom i uzyskanym wcześniej doświadczeniom (Radziwiłłowie z racji swojej pozycji często uczestniczyli w ważnych uroczystościach) doskonale odnalazła się w towarzystwie, szczególną sympatią cieszyła się u samej Marii Józefy Habsburżanki, czego dowodzi włączenie jej do fraucymeru królewiczowej. Brała udział w licznych balach i zabawach, sama będąc ich organizatorką, jednocześnie nie zwracając uwagi na zazdrość rodaków, niechętnie patrzących na jej wysoką pozycję. Tekla przez cały czas prowadziła intensywną korespondencję z matką, w której opisywała swoje codzienne zajęcia i obowiązki, komentowała i relacjonowała wydarzenia. Z listów wynika, że Tekla lubiła otaczać się pięknymi strojami i przedmiotami, często też opisywała szczegółowo garderobę spotkanych dam.
4 listopada 1725 roku narodził się pierwszy syn Tekli i Jakuba - Jakub Karol. Kolejne dwoje dzieci zmarło we wczesnym dzieciństwie.
Po śmierci męża (w 1728 roku) majątek przeszedł na ręce Jakuba Karola, jednak to Tekla, z powodu małoletności syna, faktycznie nim zarządzała. Jakub Karol zmarł jednak 1 stycznia 1729 roku. Wydarzenie to stworzyło problem spadkowy, który próbowano rozwiązać procesem sądowym, zakończonym dopiero po śmierci Tekli. 

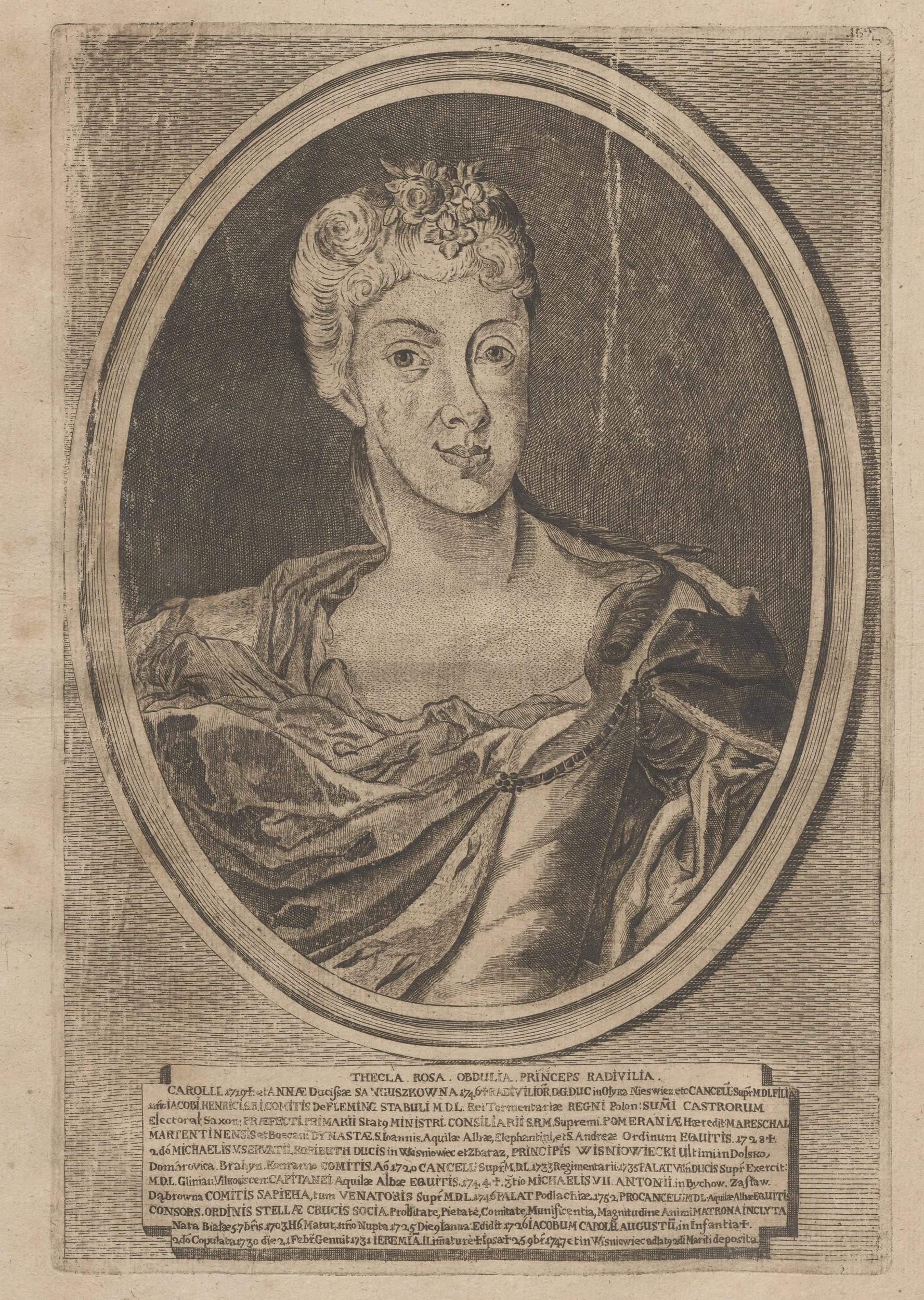
Portret Tekli Róży Radziwiłłówny

## Drugie małżeństwo
Drugie małżeństwo Tekli także było wynikiem decyzji matki. 21 lutego 1730 roku odbył się ślub Tekli i Michała Serwacego Wiśniowieckiego. Książę kanclerz był bogaty i miał duże wpływy, a Tekla miała nadzieję dać mu potomstwo, aby uratować wygasający ród. Związek ten również okazał się być całkiem udany, mimo że nie doczekali się dzieci (Tekla co prawda w 1731 roku zaszła w ciążę, jednak przedwcześnie urodzony syn zmarł). Tekla miała duży wpływ na zarządzanie majątkiem. W przypadku nieobecności małżonka zdarzało jej się wydawać w jego imieniu uniwersały do poddanych. Przypisuje się jej nawiązanie współpracy z Jerzym Flemmingiem, bratem stryjecznym jej pierwszego męża, oraz nakłonienie Wiśniowieckiego do poparcia kandydatury Fryderyka Augusta, na co jednak miał też wpływ fakt, iż w latach 1710–1711 Michał Wiśniowiecki przebywał w rosyjskiej niewoli. Wpływ, jaki Tekla miała na swojego męża, był szeroko krytykowany przez ówczesnych obserwatorów, ponieważ uważano go za zgubny. Wydaje się jednak, że powodem coraz mniejszej samodzielności Wiśniowieckiego było nadużywanie alkoholu i zły stan zdrowia. Wiśniowiecki zmarł 16 września 1744 roku.

## Trzecie małżeństwo
Tekla jako bogata wdowa była bardzo atrakcyjną partią. Dlatego Józef Stanisław Sapieha, koadiutor wileński, zaczął namawiać swojego brata Michała Antoniego Sapiehę, podkanclerzego litewskiego, do rozpoczęcia starań o jej rękę. Sapiehowie liczyli na porozumienie polityczne z Radziwiłłami oraz na korzyści majątkowe. Dodatkowym argumentem przemawiającym za małżeństwem był fakt, iż młodsza siostra Tekli, Karolina Teresa, była zamężna z bratem Michała Sapiehy - Kazimierzem Leonem (zm. 1738). 
23 grudnia 1745 roku Tekla wyszła za Michała Sapiehę. Było to pierwsze małżeństwo, o którym decyzję podjęła sama Tekla ku niezadowoleniu rodziny, szczególnie matki i braci, którym nie spodobała się jej samodzielność. Powodem niechęci Radziwiłłów do nowego związku było też dążenie Michała Kazimierza Radziwiłła do przejęcia licznych starostw niegrodowych posiadanych przez siostrę po poprzednim mężu. W rzeczywistości posiadłości te przypadły Michałowi Sapiesze, który dzięki małżeństwu z Teklą uzyskał starostwo gliniańskie, kalwaryjskie, tucholskie, wiłkowyskie z leśnictwem kierśniańskim oraz ekonomię słonimską. W związku z tym nadzieje Sapiehów na porozumienie z Radziwiłłami nie ziściły się, wręcz przeciwnie relacje między rodami się pogorszyły. Nie doczekali się  potomstwa.

## Śmierć
Tekla zmarła 25 listopada 1747 roku w Gdańsku, w wieku 44 lat. Pogrzeb odbył się 5 lutego 1748 roku w Wiśniowcu, zgodnie z życzeniem zmarłej, która chciała zostać pochowana obok swojego drugiego małżonka, z którym czuła się za życia najbardziej związana. 
Pozostawiła po sobie duży majątek, który podzielono w 1749 roku. Dobra Wiśniowieckich rozdysponowano między Michała Kazimierza Ogińskiego (był on wnukiem Michała Serwacego Wiśniowieckiego, synem jego córki Anny z pierwszego małżeństwa z Katarzyną Dolską) oraz jego siostry: Katarzynę (żonę Antoniego Przeździeckiego), Augustę (żonę Konstantego Platera), Genowefę (żonę Adama Brzostowskiego), Kazimierę i Elżbietę (niezamężne) oraz Jana Karola Mniszcha i jego żonę Katarzynę Zamoyską, córkę Michała Zamoyskiego i Elżbiety Wiśniowieckiej. Posiadłości ziemskie i klejnoty Tekli przejęli jej bracia: Hieronim Florian i Michał Kazimierz.